# 常盤盛衛
常盤 盛衛（ときわ もりえ、1881年〈明治14年〉12月8日 - 1971年〈昭和46年〉8月8日）は、日本の海軍軍人。軍令部、艦隊、鎮守府、要港部などの参謀職を歴任した海軍少将である。

## 生涯

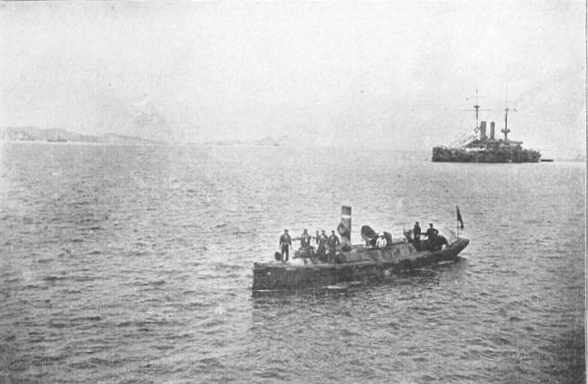
初瀬沈没後残された水雷艇、後方は戦艦「富士」

福島県出身。父は旧会津藩士・常盤盛敦。会津中学5回生で外務省顧問・斎藤良衛、樺太庁長官・岸本正雄は同級生である。1899年（明治32年）海軍兵学校入校(30期)。二年次に学術優等章を授与される。1902年(明治35年)卒業。席次は187名中5番。
「初瀬」乗組みとして日露戦争を迎えたが、同艦は1904年（明治37年）5月15日に旅順港外において触雷し沈没。その際常盤は初瀬の艦載水雷艇を指揮し、哨戒のため裏長山列島に赴いていた。この日「吉野」も「春日」と衝突事故を起こし沈没し、1日で同期生6名を失った。その後横須賀海軍工廠艤装員、「音羽」乗組を経て海軍中尉に進級。第14艇隊の「千鳥」乗組みとして日本海海戦に参戦した。
戦後は「厳島」乗組、「朝日」分隊長、「浪速」分隊長心得などを務めたほか、「敵艦進路の誤測による魚雷の偏差」について研究を発表し、海軍水雷術の発展に寄与した。
大尉進級後に海大乙種学生、海大専修学生（航海術）を首席で卒業し、航海科専攻の士官となる。専修学生修了後に第一艦隊参謀に補され、在任中に司令長官・上村彦之丞の命を受け、四竈孝輔とともに広東で発生した広東新軍の反乱を視察し報告書を提出した。航海長を「浪速」、「浅間」の2艦で務めている。
旅順鎮守府参謀兼副官を経て海軍少佐に進級し、海兵教官兼監事となる。海兵41期などが在籍していた時期で、後に自決する同郷の草刈英治はたびたび官舎を訪れていた。草刈の兄・雄治は常盤の中学の同級生で、草刈の海兵卒業式に出席の際は、常盤の官舎に宿泊する親しい関係であった。
ついで軍令部参謀（二班）となる。同時期に旧主家の松平保男が軍令部に在籍していた。3年あまりのち「吾妻」副長となり、次いで佐世保鎮守府参謀、「淀」艦長、横須賀鎮守府附を経て、1921年（大正10年）12月1日、海軍大佐へ進級した。
軍令部出仕（三班）、馬公要港部参謀長、海軍省軍需局第一課長を経て、呉軍需部長在任中の1926年（大正15年）12月1日、少将へ昇進。1927年（昭和2年）12月25日予備役編入となった。同郷の後進育成組織・稚松会の最後の副会長である。
次男の盛晴は1937年（昭和12年）の時点で陸軍予科士官学校生徒である。

## 栄典
- 1904年（明治37年）3月18日 - 正八位[9]
- 1905年（明治38年）2月14日 - 従七位[10]
- 1907年（明治40年）11月30日 - 正七位[11]
- 1913年（大正2年）2月10日 - 従六位[12]
- 1918年（大正7年）1月30日 - 正六位[13]
- 1922年（大正11年）1月20日 - 従五位[14]
- 1926年（昭和元年）12月28日 - 正五位[15]

## 常盤盛敦
常盤家は山形藩時代からの会津松平家家臣である。家禄は150石。盛敦は太子流の免許を受け、会津藩の精鋭部隊・京都常詰御本隊御先備として幕末の京都に赴任し、明保野亭事件に居合わせている。1867年(慶応3年)12月12日夜、京都守護職屋敷前で薩摩藩士・村田新八、川村景明らと斬りあいに及び負傷。この際佐川官兵衛の弟・佐川又四郎は慙死した。その後幕末、維新期の戦闘に参加している。斗南藩では司民掛開拓課に出仕したが、会津に戻り警察官となる。警部補で退官後、会津中学武芸教師を務めた。盛敦の兄・常盤数馬は青龍足軽3番隊小隊頭として会津戦争で討死した。
<戦歴>
- 池田屋事件
- 禁門の変
- 鳥羽・伏見の戦い
- 戊辰戦争
- 佐賀の乱